# Filipe de Courtenay
Filipe de Courtenay (1243 — 1283) foi imperador latino de Constantinopla de 1273 a 1283, embora Constantinopla já estivesse sob domínio do Império Bizantino desde 1261; ele viveu no exílio e deteve autoridade apenas nos Estados Cruzados na Grécia.

## Biografia
Filipe nasceu em Constantinopla, filho de Maria de Brienne e de Balduíno II de Constantinopla.
Quando jovem, seu pai foi forçado a "hipotecá-lo" a mercadores venezianos para levantar fundos para seu império, o qual foi perdido para o Império de Niceia em 1261.
Pelo Tratado de Viterbo de 1267, Balduíno concordou em casar Filipe com Beatriz d'Anjou, filha de Beatriz da Provença e de Carlos I, rei de Nápoles e da Sicília. O casamento foi celebrado em 15 de outubro de 1273 em Foggia. Pouco tempo depois, Balduíno faleceu e Filipe herdou suas reivindicações sobre Constantinopla.
Embora Filipe tenha sido reconhecido como imperador nas possessões latinas na Grécia, muito da sua autoridade de fato recaiu sobre os reis angevinos de Nápoles e da Sicília. Filipe morreu em Viterbo, em 1283, já viúvo de Beatriz, morta em 1275. O casal teve apenas uma filha:
- Catarina de Courtenay (25 de novembro de 1274 — 3 de janeiro de 1307), casada com Carlos de Valois, filho do rei Filipe III da França.[1]